# Автомобильная промышленность Хорватии
Автомобильная промышленность Хорватии — отрасль экономики Хорватии.
Хорватия производит, в основном,автомобильные комплектующие и программное обеспечение. 
Двумя самыми известными производителями автомобилей в стране являются компании DOK-ING и Rimac Automobili, а автобусов — Crobus.
В автомобильной промышленности Хорватии занято около 10 тыс. человек в более чем 130 компаниях. Отрасль приносит прибыль в размере около 600 млн. долларов ежегодно. 
На эту отрасль приходится примерно 1,8 % всего хорватского экспорта.
Производители автомобильных деталей в Хорватии интегрированы в глобальную цепочку поставок запасных частей; таким производителем, например, является AD Plastik, который производит комплектующие для Volkswagen. 
Существуют и другие предприятий, выпускающих комплектующие для ряда автомобилей: Peugeot, Citroen, General Motors, Fiat, BMW, Audi, Ford, Renault, Toyota и Volvo.

## История

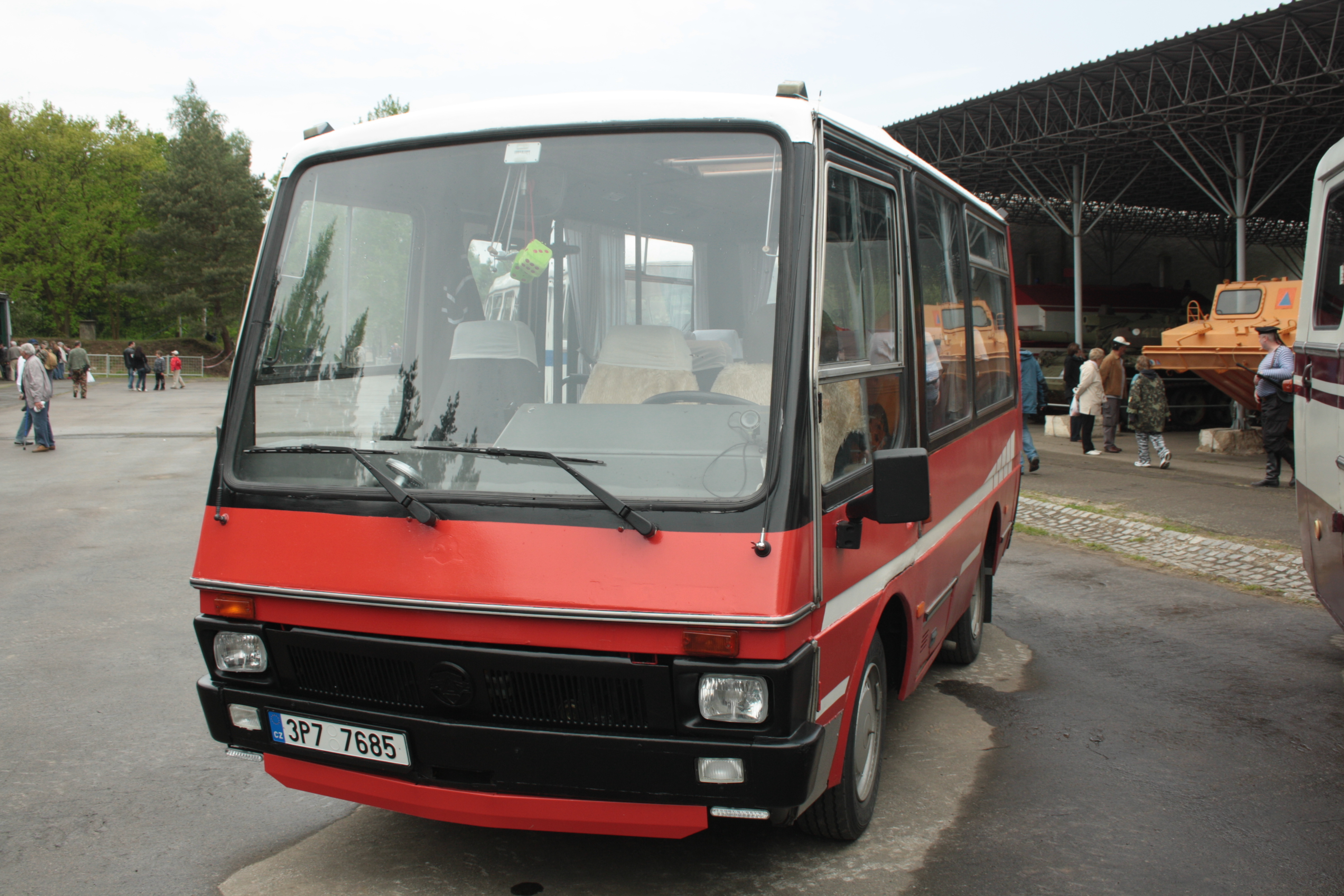
TAZ Neretva

Завод Tvornica Autobusa Zagreb (TAZ) в Загребе начал производство автобусов и грузовых автомобилей в 1930 году.
В 1980 году на заводе работало 1200 человек и производилось в среднем 500—600, иногда до 900 транспортных средств в год, автобусы экспортировались в Китай, Финляндию, Великобританию, Египет и других страны. Компания также выпускала мотоциклы, пока не обанкротилась в 2000 году.
Другие компании, такие как Đuro Đaković производили военную технику, например, танк M-95 Дегман и бронетранспортер LOV-1. Компания также производила бронетранспортер Patria AMV по лицензии.

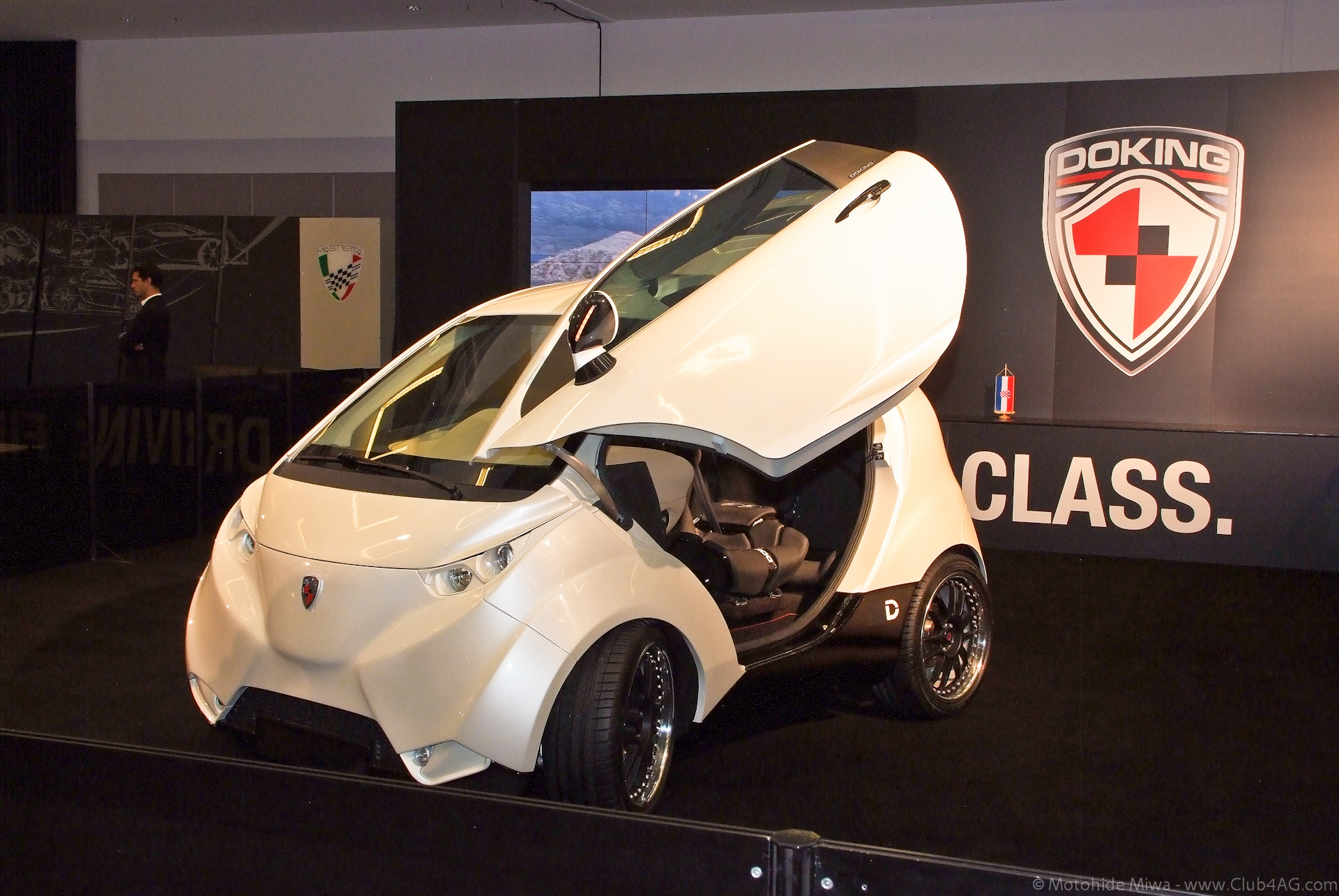
DOK-ING Loox

Хорватия выпустила свой первый электрический городской концепт-кар DOK-ING Loox в 2012 году. Первый автомобиль был продан инженерному факультету Загребского университета. 
В 2015 году компания[какая?] выпустила два электрических автобуса для города Копривницы в рамках проекта Civitas Dyn@mo.
В 2013 году хорватский производитель автобусов Crobus подписал соглашение на 2,1 млрд хорватских кун на производство и экспорт 2000 автобусов до Ирака; первый автобус был поставленный в том же году.
В 2013 году частная фирма Rimac Automobili разработала Rimac Concept One, двухместный электрический спортивный автомобиль. Concept One был представлен как первый в мире высокотехнологичный электрический суперкар. Первый автомобиль был экспортирован в том же году, и стал первым автомобилем, который экспортируется за рубеж в истории независимой Хорватии. 
По состоянию на 2016 год все восемь автомобилей Concept One были проданы. 
Впоследствии компания разработала модернизированную версию Rimac Concept S, представленную на Женевском автосалоне 2015 года. 
 
Rimac group также выпускает и производит двигатели и другие электрические детали для других компаний, например, аккумуляторные батареи жидкостного охлаждения для Koenigsegg.
Хорватия в настоящее время[когда?] планирует открыть свой первый автомобильный завод по серийному производству автомобилей в Меджимурской жупании.

## Производители

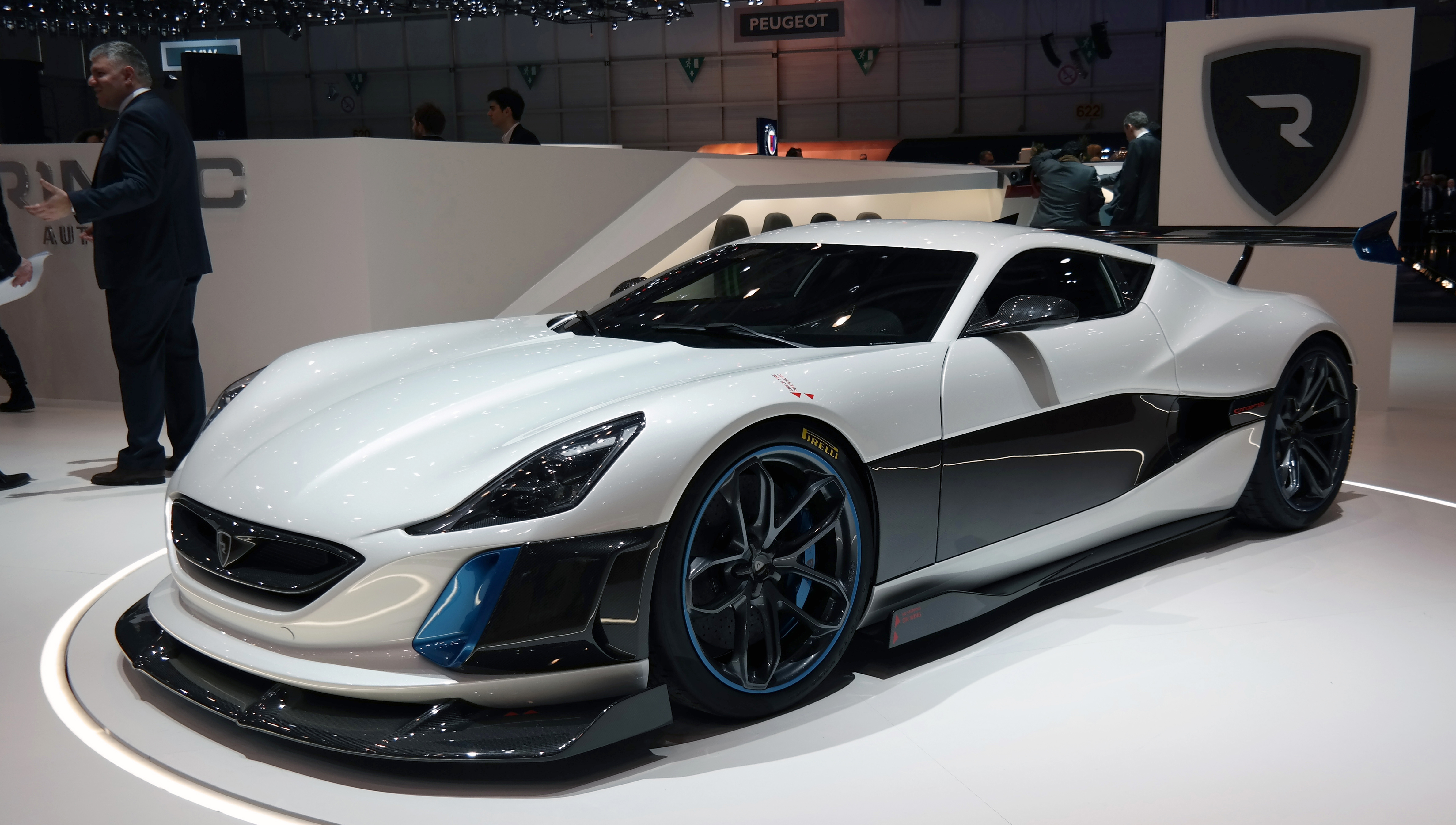
Rimac Concept S

### Существующие
- DOK-ING (с 1992 года)
- Rimac Automobili (с 2009 года)
- Đuro Đaković[источник не указан 2559 дней]
- Crobus[источник не указан 2559 дней]

### Бывшие
- Tvornica Autobusa Zagreb (TAZ)[источник не указан 2559 дней]
- IPIM[источник не указан 2559 дней]